# Макре, Шарль-Франсуа-Адриан
Шарль-Франсуа-Адриан Макре (фр. Charles-François-Adrien Macret; 2 мая 1751, Абвиль — 24 декабря 1783, Париж) — французский рисовальщик и гравёр. Свои произведения подписывал по-разному: Macret, Carolus Macret, C. Macret и C.F. Macret.

## Биография
Шарль-Франсуа был вторым из семи детей в простой рабочей семье Жана-Батиста Макре, мыловара, и Мари-Шарлотты Мианне, дочери пивовара и торговца торфом. Его старшая сестра, Мари-Анн-Франсуаза-Шарлотта, вышла замуж за художника Пьера-Адриена Шоке (1743—1813), а младший брат, Жан-Сезар, также стал гравёром. Отец многодетной семьи умер в 1772 году в результате несчастного случая на работе.
В возрасте тринадцати лет Шарль-Франсуа был отдан в ученики к гравёру по имени Жозеф Селик, родом из Ганновера, который специализировался на геральдике. Благодаря этому первому ремесленному опыту юноша познакомился с парижскими гравёрами Николя-Габриэлем Дюпюи и Клодом-Антуаном Литтреем де Монтиньи (ок. 1735—1775). После их смерти он продолжил обучение у Жака-Филиппа Леба, Жака Альяме и Огюстена де Сент-Обена. Позднее Сент-Обен и Макре выполняли некоторые заказы совместно.
В 1777 году Макре женился на Мари-Жюли Пети, и у них родилось трое детей. По словам его зятя Шоке, он был худым, хрупким и болезненным. Он умер от постоянной лихорадки, возможно, усугублённой переутомлением, в возрасте всего тридцати двух лет. То, что он намеревался сделать своим шедевром, изображение «Осады Бове» (1472), которому он посвятил все свои силы и которое непременно открыло бы ему двери Королевской академии живописи и скульптуры, осталось незаконченным, как и несколько более мелких работ.

## Галерея

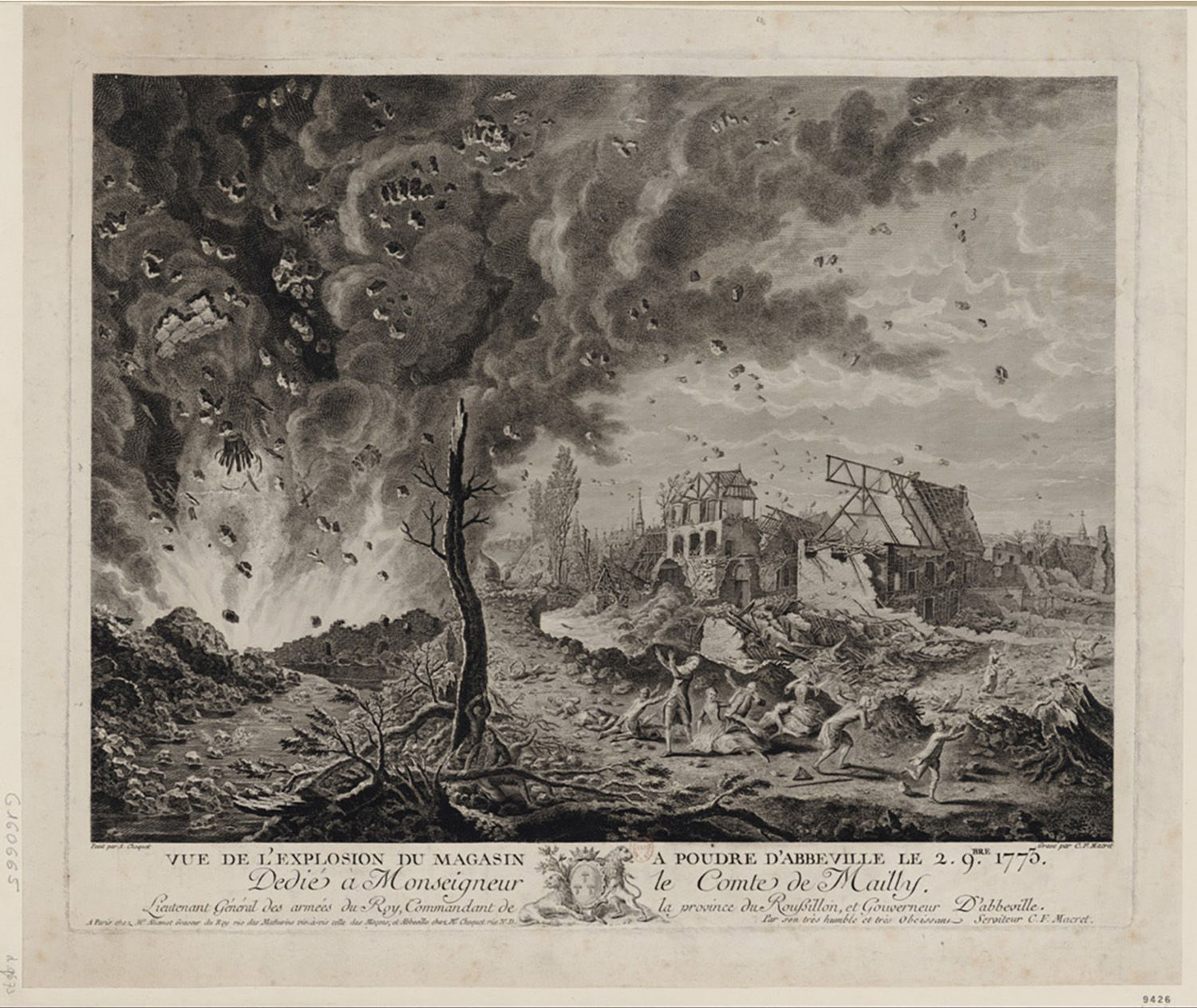
Взрыв порохового погреба в Абвиле
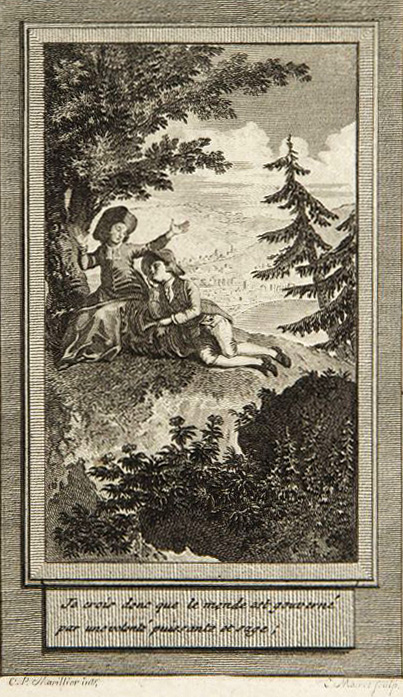
«Поэтому я верю, что миром правит сильная и мудрая воля». Офорт по оригиналу К. П. Марилье
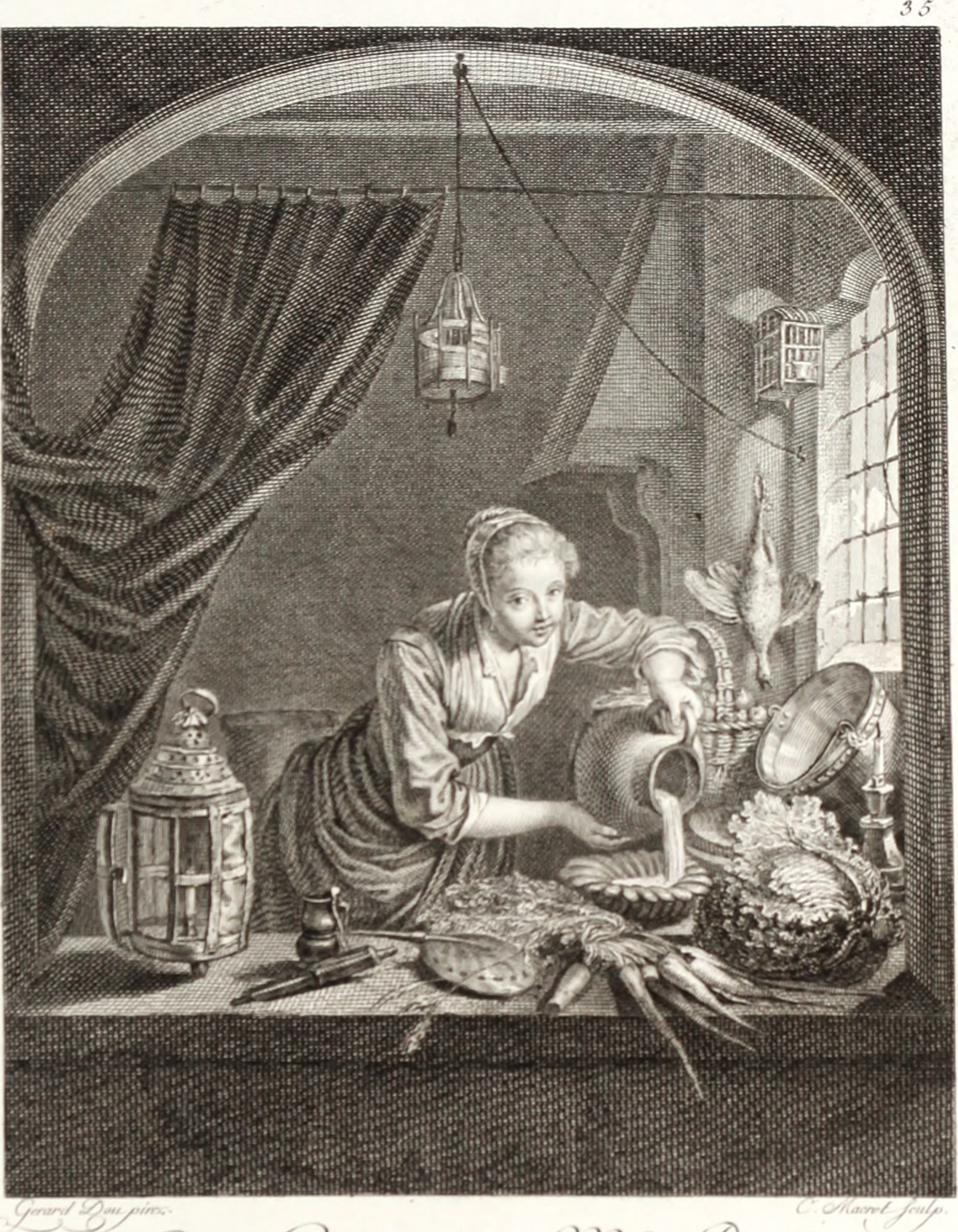
Три офорта из серии «Кабинет гравюр господина Пулена». 1781
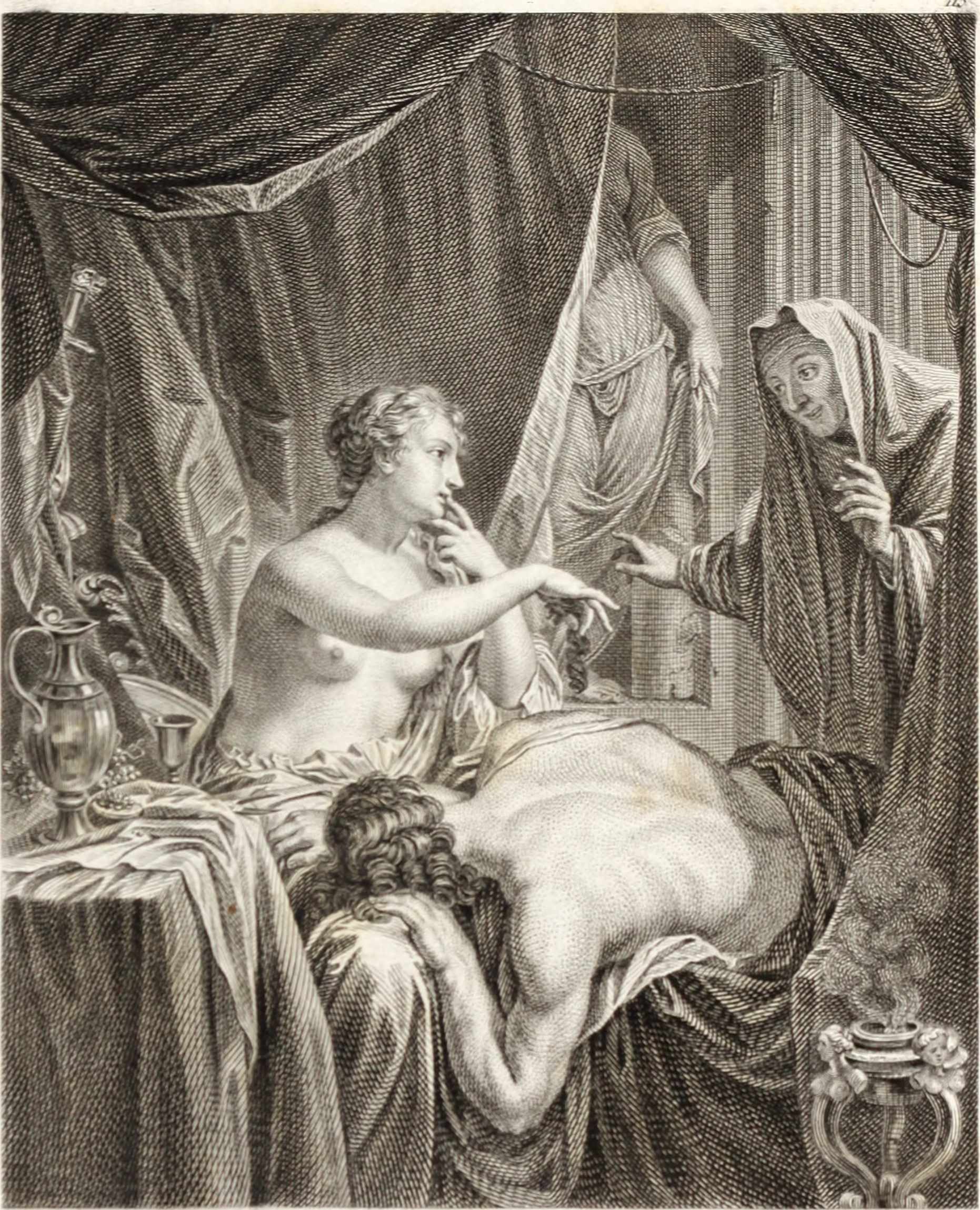
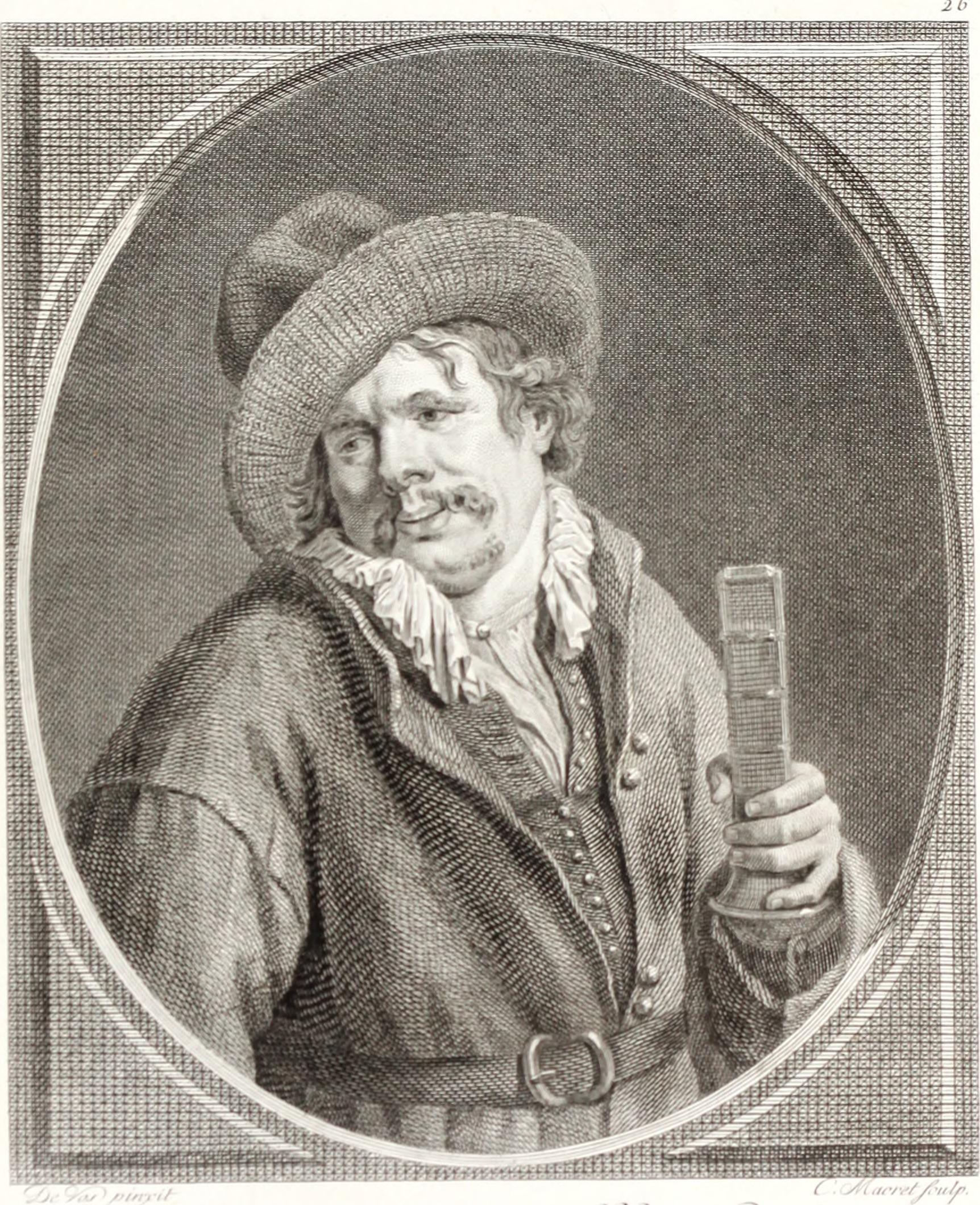
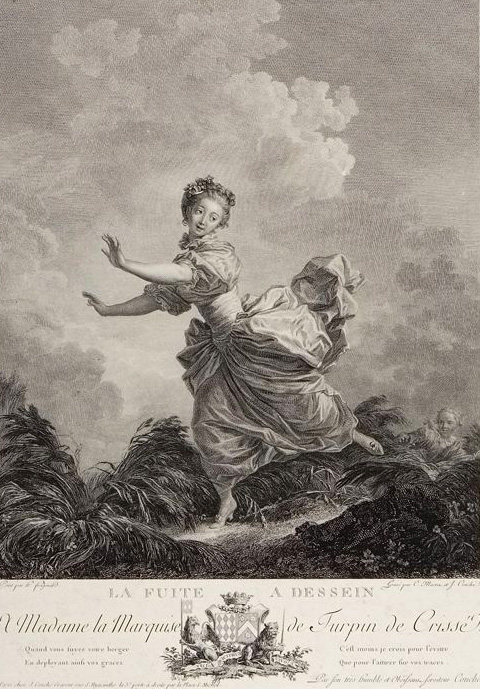
Притворный побег. По картине Ж.-О. Фрагонара. Совместно с Ж. Куше. Офорт, резец